# Pallavolo ai Giochi della XXIX Olimpiade - Qualificazioni al torneo maschile (CEV)
Le qualificazioni europee al torneo olimpico maschile dei Giochi della XXIX Olimpiade si svolsero in tre fasi:
- Fase eliminatoria
- Tre tornei di pre-qualificazione
- Torneo di qualificazione continentale

## Fase eliminatoria
La fase eliminatoria è stata caratterizzata dalla partecipazione di otto squadre. Tali team sono stati accoppiati e si sono dovuti affrontare in due incontri di andata e ritorno; la migliore vincente avrebbe poi avuto accesso a uno dei tre gironi di pre-qualificazione.
| 1º settembre | Montenegro | 25 | 25 | 18 | 25 | - | 3 |
| 1º settembre | Lettonia   | 22 | 18 | 25 | 23 | - | 1 |

| 9 settembre | Lettonia   | 23 | 23 | 25 | 25 | 19 | 2 |
| 9 settembre | Montenegro | 25 | 25 | 22 | 23 | 21 | 3 |

| Montenegro | 6 | 209 |
| Lettonia   | 3 | 203 |

## Tornei di pre-qualificazione
I tre tornei di pre-qualificazione olimpica si sono svolti dal 28 novembre al 2 dicembre in  Ungheria,  Italia e  Portogallo. Le vincenti dei tre tornei guadagnano il diritto di partecipare al torneo di qualificazione continentale di Smirne.
Il secondo e terzo posto conquistato rispettivamente dalla  Russia che dalla  Bulgaria ai Mondiali di Giappone 2007  ha liberato due posti per il torneo pre-olimpico europeo di Smirne. Per questo sono cinque le squadre che si aggiudicarono il diritto di partecipare al torneo organizzato in Turchia, in particolare:
- Finlandia
- Germania
- Italia
- Paesi Bassi
- Polonia

Di seguito presentiamo tutti i risultati dei tre tornei.
 Szombathely, Ungheria 
| Estonia   |
| Finlandia |
| Ungheria  |

| Belgio    |
| Danimarca |
| Polonia   |

| 28 novembre | Estonia   | 21 | 17 | 25 | 25 | 9  | 2 |
| 28 novembre | Finlandia | 25 | 25 | 21 | 22 | 15 | 3 |

| 29 novembre | Ungheria | 25 | 25 | 25 | - | - | 3 |
| 29 novembre | Estonia  | 19 | 22 | 21 | - | - | 0 |

| 30 novembre | Finlandia | 25 | 25 | 25 | - | - | 3 |
| 30 novembre | Ungheria  | 22 | 19 | 16 | - | - | 0 |

| Posizione | Paese     | P.ti | V | S |
| --------- | --------- | ---- | - | - |
| 1         | Finlandia | 4    | 2 | 0 |
| 2         | Ungheria  | 3    | 1 | 1 |
| 3         | Estonia   | 2    | 0 | 2 |

| 28 novembre | Danimarca | 26 | 22 | 20 | - | - | 0 |
| 28 novembre | Belgio    | 28 | 25 | 25 | - | - | 3 |

| 29 novembre | Polonia   | 25 | 25 | 25 | - | - | 3 |
| 29 novembre | Danimarca | 21 | 19 | 19 | - | - | 0 |

| 30 novembre | Belgio  | 22 | 18 | 19 | - | - | 0 |
| 30 novembre | Polonia | 25 | 25 | 25 | - | - | 3 |

| Posizione | Paese     | P.ti | V | S |
| --------- | --------- | ---- | - | - |
| 1         | Polonia   | 4    | 2 | 0 |
| 2         | Belgio    | 3    | 1 | 1 |
| 3         | Danimarca | 2    | 0 | 2 |

|  | Semifinali | Semifinali | Semifinali | Semifinali | Semifinali | Semifinali | Semifinali |  |  | Finale | Finale    | Finale    | Finale    | Finale | Finale | Finale |  |
|  |            |            |            |            |            |            |            |  |  |        |           |           |           |        |        |        |  |
|  | 3          | Finlandia  | 25         | 25         | 26         | -          | -          |  |  |        |           |           |           |        |        |        |  |
|  | 0          | Belgio     | 21         | 22         | 24         | -          | -          |  |  | 0      | Finlandia | Finlandia | Finlandia | 20     | 18     | 25     |  |
|  | 3          | Polonia    | Polonia    | 25         | 25         | 20         | 25         |  |  | 3      | Polonia   | Polonia   | Polonia   | 25     | 25     | 27     |  |
|  | 1          | Ungheria   | Ungheria   | 14         | 18         | 25         | 17         |  |  |        |           |           |           |        |        |        |  |

 Catania, Italia 
| Italia     |
| Montenegro |
| Croazia    |

| Paesi Bassi |
| Romania     |
| Grecia      |

| 28 novembre | Italia     | 25 | 25 | 25 | - | - | 3 |
| 28 novembre | Montenegro | 18 | 19 | 21 | - | - | 0 |

| 29 novembre | Italia  | 26 | 25 | 20 | 20 | 20 | 3 |
| 29 novembre | Croazia | 24 | 22 | 25 | 25 | 18 | 2 |

| 30 novembre | Montenegro | 25 | 22 | 13 | 26 | - | 1 |
| 30 novembre | Croazia    | 22 | 25 | 25 | 28 | - | 3 |

| Posizione | Paese      | P.ti | V | S |
| --------- | ---------- | ---- | - | - |
| 1         | Italia     | 4    | 2 | 0 |
| 2         | Croazia    | 3    | 1 | 1 |
| 3         | Montenegro | 2    | 0 | 2 |

| 28 novembre | Paesi Bassi | 26 | 25 | 25 | - | - | 3 |
| 28 novembre | Romania     | 24 | 18 | 19 | - | - | 0 |

| 29 novembre | Grecia      | 19 | 26 | 19 | - | - | 0 |
| 29 novembre | Paesi Bassi | 25 | 28 | 25 | - | - | 3 |

| 30 novembre | Grecia  | 21 | 25 | 25 | 25 | - | 3 |
| 30 novembre | Romania | 25 | 22 | 21 | 15 | - | 1 |

| Posizione | Paese       | P.ti | V | S |
| --------- | ----------- | ---- | - | - |
| 1         | Paesi Bassi | 4    | 2 | 0 |
| 2         | Grecia      | 3    | 1 | 1 |
| 3         | Romania     | 2    | 0 | 2 |

|  | Semifinali | Semifinali  | Semifinali  | Semifinali  | Semifinali | Semifinali | Semifinali |  |  | Finale | Finale      | Finale | Finale | Finale | Finale | Finale |  |
|  |            |             |             |             |            |            |            |  |  |        |             |        |        |        |        |        |  |
|  | 3          | Italia      | 25          | 25          | 25         | -          | -          |  |  |        |             |        |        |        |        |        |  |
|  | 0          | Grecia      | 15          | 19          | 19         | -          | -          |  |  | 3      | Italia      | 20     | 21     | 25     | 25     | 15     |  |
|  | 0          | Croazia     | Croazia     | Croazia     | 22         | 18         | 15         |  |  | 2      | Paesi Bassi | 25     | 25     | 20     | 21     | 13     |  |
|  | 3          | Paesi Bassi | Paesi Bassi | Paesi Bassi | 25         | 25         | 27         |  |  |        |             |        |        |        |        |        |  |

 Évora, Portogallo 
| Rep. Ceca  |
| Germania   |
| Portogallo |

| Francia    |
| Slovacchia |
| Svezia     |

| 28 novembre | Rep. Ceca  | 21 | 25 | 22 | 25 | 12 | 2 |
| 28 novembre | Portogallo | 25 | 19 | 25 | 20 | 15 | 3 |

| 29 novembre | Germania  | 25 | 26 | 24 | 23 | 11 | 2 |
| 29 novembre | Rep. Ceca | 18 | 24 | 26 | 25 | 15 | 3 |

| 30 novembre | Portogallo | 25 | 25 | 21 | - | - | 0 |
| 30 novembre | Germania   | 27 | 27 | 25 | - | - | 3 |

| Posizione | Paese      | P.ti | V | S |
| --------- | ---------- | ---- | - | - |
| 1         | Germania   | 3    | 1 | 1 |
| 2         | Rep. Ceca  | 3    | 1 | 1 |
| 3         | Portogallo | 3    | 1 | 1 |

| 28 novembre | Svezia     | 28 | 22 | 30 | 22 | 16 | 3 |
| 28 novembre | Slovacchia | 26 | 25 | 28 | 25 | 14 | 2 |

| 29 novembre | Francia | 25 | 25 | 26 | - | - | 3 |
| 29 novembre | Svezia  | 23 | 23 | 24 | - | - | 0 |

| 30 novembre | Slovacchia | 15 | 18 | 21 | - | - | 0 |
| 30 novembre | Francia    | 25 | 25 | 25 | - | - | 3 |

| Posizione | Paese      | P.ti | V | S |
| --------- | ---------- | ---- | - | - |
| 1         | Francia    | 4    | 2 | 0 |
| 2         | Svezia     | 3    | 1 | 1 |
| 3         | Slovacchia | 2    | 0 | 2 |

|  | Semifinali | Semifinali | Semifinali | Semifinali | Semifinali | Semifinali | Semifinali |  |  | Finale | Finale    | Finale | Finale | Finale | Finale | Finale |  |
|  |            |            |            |            |            |            |            |  |  |        |           |        |        |        |        |        |  |
|  | 3          | Germania   | 25         | 25         | 25         | -          | -          |  |  |        |           |        |        |        |        |        |  |
|  | 0          | Svezia     | 19         | 11         | 21         | -          | -          |  |  | 3      | Germania  | 25     | 21     | 25     | 22     | 15     |  |
|  | 0          | Francia    | Francia    | Francia    | 19         | 20         | 14         |  |  | 2      | Rep. Ceca | 22     | 25     | 17     | 25     | 13     |  |
|  | 3          | Rep. Ceca  | Rep. Ceca  | Rep. Ceca  | 25         | 25         | 25         |  |  |        |           |        |        |        |        |        |  |

## Torneo di qualificazione continentale
Il torneo finale di qualificazione per le Olimpiadi di Pechino 2008 si è svolto a Smirne,  Turchia dal 7 al 13 gennaio 2008 e ha visto la partecipazione delle seguenti squadre:
- Turchia, come paese organizzatore
- Spagna e  Serbia come prima e terza classificata dell'Europeo 2007
- Finlandia,  Germania,  Italia,  Paesi Bassi e  Polonia, come prime classificate o migliori seconde classificate dei tornei di pre-qualificazione

La  Serbia, vincitrice del torneo, ha ottenuto il pass per i Giochi di Pechino 2008.
| Italia      |
| Spagna      |
| Paesi Bassi |
| Polonia     |

| Finlandia |
| Germania  |
| Serbia    |
| Turchia   |

| 7 gennaio | Italia      | 29 | 25 | 25 | - | - | 3 |
| 7 gennaio | Paesi Bassi | 27 | 18 | 10 | - | - | 0 |

| 7 gennaio | Spagna  | 19 | 25 | 26 | 25 | 15 | 3 |
| 7 gennaio | Polonia | 25 | 22 | 28 | 21 | 11 | 2 |

| 8 gennaio | Polonia | 25 | 26 | 25 | - | - | 3 |
| 8 gennaio | Italia  | 20 | 24 | 21 | - | - | 0 |

| 9 gennaio | Italia | 21 | 25 | 25 | 19 | 12 | 2 |
| 9 gennaio | Spagna | 25 | 13 | 19 | 25 | 15 | 3 |

| 9 gennaio | Paesi Bassi | 19 | 25 | 25 | 16 | 15 | 3 |
| 9 gennaio | Polonia     | 25 | 23 | 19 | 25 | 13 | 2 |

| 10 gennaio | Spagna      | 24 | 25 | 19 | 17 | - | 1 |
| 10 gennaio | Paesi Bassi | 26 | 22 | 25 | 25 | - | 3 |

| Posizione | Paese       | P.ti | V | S |
| --------- | ----------- | ---- | - | - |
| 1         | Spagna      | 5    | 2 | 1 |
| 2         | Paesi Bassi | 5    | 2 | 1 |
| 3         | Polonia     | 4    | 1 | 2 |
| 3         | Italia      | 4    | 1 | 2 |

| 7 gennaio | Turchia   | 34 | 18 | 25 | 22 | 12 | 2 |
| 7 gennaio | Finlandia | 32 | 25 | 22 | 25 | 15 | 3 |

| 8 gennaio | Serbia    | 26 | 25 | 25 | - | - | 3 |
| 8 gennaio | Finlandia | 24 | 23 | 18 | - | - | 0 |

| 8 gennaio | Germania | 25 | 17 | 21 | 25 | 15 | 3 |
| 8 gennaio | Turchia  | 20 | 25 | 25 | 19 | 12 | 2 |

| 9 gennaio | Serbia   | 22 | 26 | 25 | 19 | 11 | 2 |
| 9 gennaio | Germania | 25 | 24 | 22 | 25 | 15 | 3 |

| 10 gennaio | Finlandia | 25 | 25 | 25 | - | - | 3 |
| 10 gennaio | Germania  | 23 | 15 | 16 | - | - | 0 |

| 10 gennaio | Turchia | 25 | 21 | 23 | 15 | - | 1 |
| 10 gennaio | Serbia  | 22 | 25 | 25 | 25 | - | 3 |

| Posizione | Paese     | P.ti | V | S |
| --------- | --------- | ---- | - | - |
| 1         | Serbia    | 5    | 2 | 1 |
| 2         | Finlandia | 5    | 2 | 1 |
| 3         | Germania  | 5    | 2 | 1 |
| 3         | Turchia   | 3    | 0 | 3 |

|  | Semifinali | Semifinali  | Semifinali | Semifinali | Semifinali | Semifinali | Semifinali |  |  | Finale | Finale | Finale | Finale | Finale | Finale | Finale |  |
|  |            |             |            |            |            |            |            |  |  |        |        |        |        |        |        |        |  |
|  | 3          | Spagna      | 25         | 21         | 25         | 25         | -          |  |  |        |        |        |        |        |        |        |  |
|  | 1          | Finlandia   | 22         | 25         | 16         | 16         | -          |  |  | 2      | Spagna | 26     | 25     | 19     | 15     | 15     |  |
|  | 3          | Serbia      | 25         | 27         | 25         | -          | -          |  |  | 3      | Serbia | 24     | 16     | 25     | 25     | 17     |  |
|  | 0          | Paesi Bassi | 23         | 25         | 21         | -          | -          |  |  |        |        |        |        |        |        |        |  |